# Championnat canadien de soccer 2023
Navigation
Édition précédente Édition suivante
Le Championnat canadien de soccer 2023 est la seizième édition du Championnat canadien, compétition à élimination directe mettant aux prises des clubs de soccer amateurs et professionnels affiliés à l'Association canadienne de soccer. Le vainqueur de la compétition remporte la Coupe des Voyageurs et se qualifie à la Coupe des champions de la CONCACAF 2024. En finale, les Whitecaps de Vancouver conservent leur titre face au CF Montréal grâce à une victoire 2-1.

## Déroulement
Tous les tours, ainsi que la finale, se jouent en matches à élimination directe. Les Whitecaps de Vancouver et le Toronto FC, en tant que participants à la finale de l'édition 2022, sont exemptés du premier tour de la compétition.

## Participants
Au total, quatorze clubs participent à cette édition.
| Championnat | Équipe                 | 1er tour | 2e tour | Total |
| ----------- | ---------------------- | -------- | ------- | ----- |
| MLS         | CF Montréal            | 1        | 2       | 3     |
| MLS         | Toronto FC             | 1        | 2       | 3     |
| MLS         | Whitecaps de Vancouver | 1        | 2       | 3     |
| PLCan       | Pacific FC             | 8        | 0       | 8     |
| PLCan       | Forge FC               | 8        | 0       | 8     |
| PLCan       | Cavalry FC             | 8        | 0       | 8     |
| PLCan       | York United            | 8        | 0       | 8     |
| PLCan       | Valour FC              | 8        | 0       | 8     |
| PLCan       | HFX Wanderers          | 8        | 0       | 8     |
| PLCan       | Vancouver FC           | 8        | 0       | 8     |
| PLCan       | Atlético Ottawa        | 8        | 0       | 8     |
| L1CB        | TSS Rovers             | 1        |         | 1     |
| L1O         | Azzurri de Vaughan     | 1        |         | 1     |
| PLSQ        | FC Laval               | 1        |         | 1     |
| Total       | Total                  | 12       | 2       | 14    |

### Carte
| \| Cavalry Wanderers Valour York Toronto Forge Vaughan Pacific Whitecaps Vancouver TSS Ottawa Montréal Laval \| Localisation des participants en 2023. |
| Cavalry Wanderers Valour York Toronto Forge Vaughan Pacific Whitecaps Vancouver TSS Ottawa Montréal Laval                                              |

## Compétition

### Tableau
|  | Tour préliminaire      | Tour préliminaire      | Tour préliminaire      | Tour préliminaire      |                    |                   | Quarts de finale | Quarts de finale | Quarts de finale | Quarts de finale |  |  | Demi-finales     | Demi-finales     | Demi-finales     | Demi-finales     |  |  | Finale            | Finale            | Finale            | Finale            |
|  |                        |                        |                        |                        |                    |                   |                  |                  |                  |                  |  |  |                  |                  |                  |                  |  |  |                   |                   |                   |                   |
|  | 20 avril, Langford     | 20 avril, Langford     | 20 avril, Langford     | 20 avril, Langford     |                    |                   | 10 mai, Langford | 10 mai, Langford | 10 mai, Langford | 10 mai, Langford |  |  | 24 mai, Langford | 24 mai, Langford | 24 mai, Langford | 24 mai, Langford |  |  | 7 juin, Vancouver | 7 juin, Vancouver | 7 juin, Vancouver | 7 juin, Vancouver |
|  | Pacific FC t. a. b.    | Pacific FC t. a. b.    | 1 (5)                  | 1 (5)                  |                    |                   | 10 mai, Langford | 10 mai, Langford | 10 mai, Langford | 10 mai, Langford |  |  | 24 mai, Langford | 24 mai, Langford | 24 mai, Langford | 24 mai, Langford |  |  | 7 juin, Vancouver | 7 juin, Vancouver | 7 juin, Vancouver | 7 juin, Vancouver |
|  | Pacific FC t. a. b.    | Pacific FC t. a. b.    | 1 (5)                  | 1 (5)                  |                    |                   | 10 mai, Langford | 10 mai, Langford | 10 mai, Langford | 10 mai, Langford |  |  | 24 mai, Langford | 24 mai, Langford | 24 mai, Langford | 24 mai, Langford |  |  | 7 juin, Vancouver | 7 juin, Vancouver | 7 juin, Vancouver | 7 juin, Vancouver |
|  | Cavalry FC             | Cavalry FC             | 1 (3)                  | 1 (3)                  |                    |                   | 10 mai, Langford | 10 mai, Langford | 10 mai, Langford | 10 mai, Langford |  |  | 24 mai, Langford | 24 mai, Langford | 24 mai, Langford | 24 mai, Langford |  |  | 7 juin, Vancouver | 7 juin, Vancouver | 7 juin, Vancouver | 7 juin, Vancouver |
|  | Cavalry FC             | Cavalry FC             | 1 (3)                  | 1 (3)                  | Pacific FC         | Pacific FC        | 2                | 2                |                  |                  |  |  | 24 mai, Langford | 24 mai, Langford | 24 mai, Langford | 24 mai, Langford |  |  | 7 juin, Vancouver | 7 juin, Vancouver | 7 juin, Vancouver | 7 juin, Vancouver |
|  | 19 avril, Burnaby      |                        |                        |                        | Pacific FC         | Pacific FC        | 2                | 2                |                  |                  |  |  | 24 mai, Langford | 24 mai, Langford | 24 mai, Langford | 24 mai, Langford |  |  | 7 juin, Vancouver | 7 juin, Vancouver | 7 juin, Vancouver | 7 juin, Vancouver |
|  |                        |                        | TSS FC Rovers          | TSS FC Rovers          | 0                  | 0                 |                  |                  |                  |                  |  |  | 24 mai, Langford | 24 mai, Langford | 24 mai, Langford | 24 mai, Langford |  |  | 7 juin, Vancouver | 7 juin, Vancouver | 7 juin, Vancouver | 7 juin, Vancouver |
|  | TSS FC Rovers          | TSS FC Rovers          | TSS FC Rovers          | TSS FC Rovers          | 0                  | 0                 | 3                | 3                |                  |                  |  |  | 24 mai, Langford | 24 mai, Langford | 24 mai, Langford | 24 mai, Langford |  |  | 7 juin, Vancouver | 7 juin, Vancouver | 7 juin, Vancouver | 7 juin, Vancouver |
|  | TSS FC Rovers          | TSS FC Rovers          | 10 mai, Toronto        |                        |                    |                   | 3                | 3                |                  |                  |  |  | 24 mai, Langford | 24 mai, Langford | 24 mai, Langford | 24 mai, Langford |  |  | 7 juin, Vancouver | 7 juin, Vancouver | 7 juin, Vancouver | 7 juin, Vancouver |
|  | Valour FC              | Valour FC              | 1                      | 1                      |                    |                   |                  |                  |                  |                  |  |  | 24 mai, Langford | 24 mai, Langford | 24 mai, Langford | 24 mai, Langford |  |  | 7 juin, Vancouver | 7 juin, Vancouver | 7 juin, Vancouver | 7 juin, Vancouver |
|  | Valour FC              | Valour FC              | 1                      | 1                      | Pacific FC         | Pacific FC        | 0                | 0                |                  |                  |  |  |                  |                  |                  |                  |  |  | 7 juin, Vancouver | 7 juin, Vancouver | 7 juin, Vancouver | 7 juin, Vancouver |
|  | 19 avril, Toronto      |                        |                        |                        | Pacific FC         | Pacific FC        | 0                | 0                |                  |                  |  |  |                  |                  |                  |                  |  |  | 7 juin, Vancouver | 7 juin, Vancouver | 7 juin, Vancouver | 7 juin, Vancouver |
|  |                        |                        | Whitecaps de Vancouver | Whitecaps de Vancouver | 3                  | 3                 |                  |                  |                  |                  |  |  |                  |                  |                  |                  |  |  | 7 juin, Vancouver | 7 juin, Vancouver | 7 juin, Vancouver | 7 juin, Vancouver |
|  | York United            | York United            | Whitecaps de Vancouver | Whitecaps de Vancouver | 3                  | 3                 | 1                | 1                |                  |                  |  |  |                  |                  |                  |                  |  |  | 7 juin, Vancouver | 7 juin, Vancouver | 7 juin, Vancouver | 7 juin, Vancouver |
|  | York United            | York United            | 24 mai, Montréal       |                        |                    |                   | 1                | 1                |                  |                  |  |  |                  |                  |                  |                  |  |  | 7 juin, Vancouver | 7 juin, Vancouver | 7 juin, Vancouver | 7 juin, Vancouver |
|  | Vancouver FC           | Vancouver FC           | 0                      | 0                      |                    |                   |                  |                  |                  |                  |  |  |                  |                  |                  |                  |  |  | 7 juin, Vancouver | 7 juin, Vancouver | 7 juin, Vancouver | 7 juin, Vancouver |
|  | Vancouver FC           | Vancouver FC           | 0                      | 0                      | York United        | York United       | 1                | 1                |                  |                  |  |  |                  |                  |                  |                  |  |  | 7 juin, Vancouver | 7 juin, Vancouver | 7 juin, Vancouver | 7 juin, Vancouver |
|  |                        |                        |                        |                        | York United        | York United       | 1                | 1                |                  |                  |  |  |                  |                  |                  |                  |  |  | 7 juin, Vancouver | 7 juin, Vancouver | 7 juin, Vancouver | 7 juin, Vancouver |
|  |                        |                        | Whitecaps de Vancouver | Whitecaps de Vancouver | 4                  | 4                 |                  |                  |                  |                  |  |  |                  |                  |                  |                  |  |  | 7 juin, Vancouver | 7 juin, Vancouver | 7 juin, Vancouver | 7 juin, Vancouver |
|  |                        |                        |                        |                        | 4                  | 4                 |                  |                  |                  |                  |  |  |                  |                  |                  |                  |  |  | 7 juin, Vancouver | 7 juin, Vancouver | 7 juin, Vancouver | 7 juin, Vancouver |
|  |                        | 9 mai, Toronto         |                        |                        |                    |                   |                  |                  |                  |                  |  |  |                  |                  |                  |                  |  |  | 7 juin, Vancouver | 7 juin, Vancouver | 7 juin, Vancouver | 7 juin, Vancouver |
|  |                        |                        |                        |                        |                    |                   |                  |                  |                  |                  |  |  |                  |                  |                  |                  |  |  | 7 juin, Vancouver | 7 juin, Vancouver | 7 juin, Vancouver | 7 juin, Vancouver |
|  | Whitecaps de Vancouver | Whitecaps de Vancouver | 2                      | 2                      |                    |                   |                  |                  |                  |                  |  |  |                  |                  |                  |                  |  |  |                   |                   |                   |                   |
|  | Whitecaps de Vancouver | Whitecaps de Vancouver | 2                      | 2                      |                    |                   |                  |                  |                  |                  |  |  |                  |                  |                  |                  |  |  |                   |                   |                   |                   |
|  |                        |                        | CF Montréal            | CF Montréal            | 1                  | 1                 |                  |                  |                  |                  |  |  |                  |                  |                  |                  |  |  |                   |                   |                   |                   |
|  |                        |                        |                        |                        | 1                  | 1                 |                  |                  |                  |                  |  |  |                  |                  |                  |                  |  |  |                   |                   |                   |                   |
|  |                        |                        |                        |                        |                    |                   |                  |                  |                  |                  |  |  |                  |                  |                  |                  |  |  |                   |                   |                   |                   |
|  |                        |                        |                        |                        |                    |                   |                  |                  |                  |                  |  |  |                  |                  |                  |                  |  |  |                   |                   |                   |                   |
|  | Toronto FC             | Toronto FC             | 1                      | 1                      |                    |                   |                  |                  |                  |                  |  |  |                  |                  |                  |                  |  |  |                   |                   |                   |                   |
|  | Toronto FC             | Toronto FC             | 1                      | 1                      | 18 avril, Montréal |                   |                  |                  |                  |                  |  |  |                  |                  |                  |                  |  |  |                   |                   |                   |                   |
|  |                        |                        | CF Montréal            | CF Montréal            | 2                  | 2                 |                  |                  |                  |                  |  |  |                  |                  |                  |                  |  |  |                   |                   |                   |                   |
|  | CF Montréal            | CF Montréal            | CF Montréal            | CF Montréal            | 2                  | 2                 | 2                | 2                |                  |                  |  |  |                  |                  |                  |                  |  |  |                   |                   |                   |                   |
|  | CF Montréal            | CF Montréal            | 9 mai, Hamilton        |                        |                    |                   | 2                | 2                |                  |                  |  |  |                  |                  |                  |                  |  |  |                   |                   |                   |                   |
|  | Vaughan Azzurri        | Vaughan Azzurri        | 0                      | 0                      |                    |                   |                  |                  |                  |                  |  |  |                  |                  |                  |                  |  |  |                   |                   |                   |                   |
|  | Vaughan Azzurri        | Vaughan Azzurri        | 0                      | 0                      | CF Montréal        | CF Montréal       | 2                | 2                |                  |                  |  |  |                  |                  |                  |                  |  |  |                   |                   |                   |                   |
|  | 18 avril, Hamilton     |                        |                        |                        | CF Montréal        | CF Montréal       | 2                | 2                |                  |                  |  |  |                  |                  |                  |                  |  |  |                   |                   |                   |                   |
|  |                        |                        | Forge FC               | Forge FC               | 0                  | 0                 |                  |                  |                  |                  |  |  |                  |                  |                  |                  |  |  |                   |                   |                   |                   |
|  | Forge FC               | Forge FC               | Forge FC               | Forge FC               | 0                  | 0                 | 3                | 3                |                  |                  |  |  |                  |                  |                  |                  |  |  |                   |                   |                   |                   |
|  | Forge FC               | Forge FC               |                        |                        |                    |                   |                  | 3                |                  |                  |  |  |                  |                  |                  |                  |  |  |                   |                   |                   |                   |
|  | FC Laval               | FC Laval               | 0                      | 0                      |                    |                   |                  |                  |                  |                  |  |  |                  |                  |                  |                  |  |  |                   |                   |                   |                   |
|  | FC Laval               | FC Laval               | 0                      | 0                      | Forge FC t. a. b.  | Forge FC t. a. b. | 1 (3)            | 1 (3)            |                  |                  |  |  |                  |                  |                  |                  |  |  |                   |                   |                   |                   |
|  | 19 avril, Toronto      |                        |                        |                        | Forge FC t. a. b.  | Forge FC t. a. b. | 1 (3)            | 1 (3)            |                  |                  |  |  |                  |                  |                  |                  |  |  |                   |                   |                   |                   |
|  |                        |                        | Atlético Ottawa        | Atlético Ottawa        | 1 (2)              | 1 (2)             |                  |                  |                  |                  |  |  |                  |                  |                  |                  |  |  |                   |                   |                   |                   |
|  | HFX Wanderers          | HFX Wanderers          | Atlético Ottawa        | Atlético Ottawa        | 1 (2)              | 1 (2)             | 1                | 1                |                  |                  |  |  |                  |                  |                  |                  |  |  |                   |                   |                   |                   |
|  | HFX Wanderers          | HFX Wanderers          |                        |                        |                    |                   |                  | 1                |                  |                  |  |  |                  |                  |                  |                  |  |  |                   |                   |                   |                   |
|  | Atlético Ottawa        | Atlético Ottawa        | 3                      | 3                      |                    |                   |                  |                  |                  |                  |  |  |                  |                  |                  |                  |  |  |                   |                   |                   |                   |
|  | Atlético Ottawa        | Atlético Ottawa        | 3                      | 3                      |                    |                   |                  |                  |                  |                  |  |  |                  |                  |                  |                  |  |  |                   |                   |                   |                   |
|  |                        |                        |                        |                        |                    |                   |                  |                  |                  |                  |  |  |                  |                  |                  |                  |  |  |                   |                   |                   |                   |

### Résultats

#### Premier tour
| 18 avril 2023 | CF Montréal           | 2 – 0   | Vaughan Azzurri |                                                   |                                                   |
|               | Rea 31e · Ibrahim 36e | (2 – 0) |                 | Stade Saputo, Montréal Arbitrage : Mathieu Souaré | Stade Saputo, Montréal Arbitrage : Mathieu Souaré |
|               | Rapport               |         |                 | Stade Saputo, Montréal Arbitrage : Mathieu Souaré | Stade Saputo, Montréal Arbitrage : Mathieu Souaré |

| 18 avril 2023 | Forge FC                           | 3 – 0   | FC Laval |                                                      |                                                      |
|               | Jensen 37e 55e · Pacius 57e (pen.) | (1 – 0) |          | Tim Hortons Field, Hamilton Arbitrage : Scott Bowman | Tim Hortons Field, Hamilton Arbitrage : Scott Bowman |
|               | Rapport                            |         |          | Tim Hortons Field, Hamilton Arbitrage : Scott Bowman | Tim Hortons Field, Hamilton Arbitrage : Scott Bowman |

| 19 avril 2023 | TSS FC Rovers              | 3 – 1   | Valour FC             |                         |                         |
|               | Polisi 39e 62e · Mejia 42e | (2 – 0) | 88e (pen.) Novak (en) | Stade Swangard, Burnaby | Stade Swangard, Burnaby |
|               | Rapport                    |         |                       | Stade Swangard, Burnaby | Stade Swangard, Burnaby |

| 19 avril 2023 | York United        | 1 – 0   | Vancouver FC |                                                        |                                                        |
|               | Babouli 18e (pen.) | (1 – 0) |              | Stade York Lions, North York Arbitrage : Michael Venne | Stade York Lions, North York Arbitrage : Michael Venne |
|               | Rapport            |         |              | Stade York Lions, North York Arbitrage : Michael Venne | Stade York Lions, North York Arbitrage : Michael Venne |

| 19 avril 2023 | HFX Wanderers | 1 – 3   | Atlético Ottawa                    |                                                          |                                                          |
|               | Ferrin 19e    | (1 – 2) | 40e Shaw · 44e Espejo · 85e Tissot | Stade York Lions, North York Arbitrage : Myriam Marcotte | Stade York Lions, North York Arbitrage : Myriam Marcotte |
|               | Rapport       |         |                                    | Stade York Lions, North York Arbitrage : Myriam Marcotte | Stade York Lions, North York Arbitrage : Myriam Marcotte |

| 20 avril 2023                                | Pacific FC        | 1 – 1 5 - 3 t. a. b.                       | Cavalry FC |                                                                        |                                                                        |
|                                              | Ongaro 39e        | (1 – 1)                                    | 27e Bevan  | Stade Starlight, Langford Spectateurs : 2 099 Arbitrage : David Barrie | Stade Starlight, Langford Spectateurs : 2 099 Arbitrage : David Barrie |
|                                              | Rapport           |                                            |            | Stade Starlight, Langford Spectateurs : 2 099 Arbitrage : David Barrie | Stade Starlight, Langford Spectateurs : 2 099 Arbitrage : David Barrie |
| Heard · Sellouf · Đidić · Young · Mukumbilwa | Tirs au but 5 - 3 | Aird · Cantave (en) · Alarcón · Klomp (en) |            | Stade Starlight, Langford Spectateurs : 2 099 Arbitrage : David Barrie | Stade Starlight, Langford Spectateurs : 2 099 Arbitrage : David Barrie |

#### Quarts de finale
| 9 mai 2023                                                        | Forge FC          | 1 – 1 3 - 2 t. a. b.                                              | Atlético Ottawa         |                                                                             |                                                                             |
|                                                                   | Bekker 76e        | (0 - 0)                                                           | 87e (pen.) Bassett (en) | Tim Hortons Field, Hamilton Spectateurs : 2 979 Arbitrage : Daniel Boudreau | Tim Hortons Field, Hamilton Spectateurs : 2 979 Arbitrage : Daniel Boudreau |
|                                                                   | Rapport           |                                                                   |                         | Tim Hortons Field, Hamilton Spectateurs : 2 979 Arbitrage : Daniel Boudreau | Tim Hortons Field, Hamilton Spectateurs : 2 979 Arbitrage : Daniel Boudreau |
| Borges · Jensen · Pacius · Achinioti-Jönsson · Hamilton · Sissoko | Tirs au but 3 - 2 | Shaw · Bassett (en) · Salter · dos Santos (en) · Singh · Verhoven |                         | Tim Hortons Field, Hamilton Spectateurs : 2 979 Arbitrage : Daniel Boudreau | Tim Hortons Field, Hamilton Spectateurs : 2 979 Arbitrage : Daniel Boudreau |

| 9 mai 2023 | Toronto FC  | 1 – 2   | CF Montréal                          |                                                                  |                                                                  |
|            | Insigne 44e | (1 – 2) | 35e Brault-Guillard · 39e Offor (en) | BMO Field, Toronto Spectateurs : 17 726 Arbitrage : Yusri Rudolf | BMO Field, Toronto Spectateurs : 17 726 Arbitrage : Yusri Rudolf |
|            | Rapport     |         |                                      | BMO Field, Toronto Spectateurs : 17 726 Arbitrage : Yusri Rudolf | BMO Field, Toronto Spectateurs : 17 726 Arbitrage : Yusri Rudolf |

| 10 mai 2023 | Pacific FC                       | 2 – 0   | TSS Rovers FC |                                                                           |                                                                           |
|             | Heard (en) 66e (pen.) · Reid 87e | (0 – 0) |               | Stade Starlight, Langford Spectateurs : 2 593 Arbitrage : Myriam Marcotte | Stade Starlight, Langford Spectateurs : 2 593 Arbitrage : Myriam Marcotte |
|             | Rapport                          |         |               | Stade Starlight, Langford Spectateurs : 2 593 Arbitrage : Myriam Marcotte | Stade Starlight, Langford Spectateurs : 2 593 Arbitrage : Myriam Marcotte |

| 10 mai 2023 | York United | 1 – 4   | Whitecaps de Vancouver                                               |                                                                                |                                                                                |
|             | Ricci 90e   | (0 – 0) | 64e (csc) Adekugbe · 76e Becher · 88e Johnson · 90+1e (pen.) Gressel | Stade York Lions, North York Spectateurs : 1 827 Arbitrage : Drew Fischer (en) | Stade York Lions, North York Spectateurs : 1 827 Arbitrage : Drew Fischer (en) |
|             | Rapport     |         |                                                                      | Stade York Lions, North York Spectateurs : 1 827 Arbitrage : Drew Fischer (en) | Stade York Lions, North York Spectateurs : 1 827 Arbitrage : Drew Fischer (en) |

#### Demi-finales
| 24 mai 2023 | Pacific FC | 0 – 3   | Whitecaps de Vancouver               |                                                                        |                                                                        |
|             |            | (0 – 2) | 14e Gressel · 17e Ahmed · 78e Becher | Stade Starlight, Langford Spectateurs : 5 221 Arbitrage : Drew Fischer | Stade Starlight, Langford Spectateurs : 5 221 Arbitrage : Drew Fischer |
|             | Rapport    |         |                                      | Stade Starlight, Langford Spectateurs : 5 221 Arbitrage : Drew Fischer | Stade Starlight, Langford Spectateurs : 5 221 Arbitrage : Drew Fischer |

| 24 mai 2023 | CF Montréal                     | 2 – 0   | Forge FC |                                                                             |                                                                             |
|             | Lassiter (en) 54e · Ibrahim 78e | (0 – 0) |          | Stade Saputo, Montréal Spectateurs : 10 062 Arbitrage : Pierre-Luc Lauzière | Stade Saputo, Montréal Spectateurs : 10 062 Arbitrage : Pierre-Luc Lauzière |
|             | Rapport                         |         |          | Stade Saputo, Montréal Spectateurs : 10 062 Arbitrage : Pierre-Luc Lauzière | Stade Saputo, Montréal Spectateurs : 10 062 Arbitrage : Pierre-Luc Lauzière |

#### Finale
| 7 juin 2023 | Whitecaps de Vancouver                  | 2 – 1   | CF Montréal        | BC Place, Vancouver                                                                                        | |
|             | Brian White 57e · Ryan Gauld 65e (pen.) | (0 – 0) | 83e Sunusi Ibrahim | Spectateurs : 20 072 Arbitrage : Filip Dujic Arbitres assistants : Micheal Barwegen Lyes Arfa Yusri Rudolf | Spectateurs : 20 072 Arbitrage : Filip Dujic Arbitres assistants : Micheal Barwegen Lyes Arfa Yusri Rudolf |
|             | Rapport                                 |         |                    | Spectateurs : 20 072 Arbitrage : Filip Dujic Arbitres assistants : Micheal Barwegen Lyes Arfa Yusri Rudolf | Spectateurs : 20 072 Arbitrage : Filip Dujic Arbitres assistants : Micheal Barwegen Lyes Arfa Yusri Rudolf |